# Neurohelea lutetarsis
Neurohelea lutetarsis är en tvåvingeart som först beskrevs av Johann Wilhelm Meigen 1838.  Neurohelea lutetarsis ingår i släktet Neurohelea och familjen svidknott. Inga underarter finns listade i Catalogue of Life.